# 复兴阵线
复兴阵线（缩写为FR）是阿根廷的一个中间派庇隆主义政党，由经济部长塞尔吉奥·马萨创建，复兴阵线目前隶属于中左翼政治联盟“祖国联盟”。该党领袖马萨致力于建立“21世纪的庇隆主义”。
复兴阵线最初是作为一个选举联盟成立的，旨为支持马萨2013年的众议员竞选，并于2019年成为一个政党。

## 历史
复兴阵线成立之初是为了反对正义党内执政的基什内尔派，即胜利阵线；因此复兴阵线在2019年之前被视为持不同政见的庇隆主义派系。
复兴阵线由塞尔吉奥·马萨创建，他是2013年阿根廷中期选举前的堤格雷市长。马萨曾于2008年至2009年担任克里斯蒂娜·费尔南德斯·德基什内尔总统的内阁首席部长，并且是胜利阵线的成员；但他后来与基什内尔派分裂，组建了自己的政治运动。
2013年10月的阿根廷众议院选举中，复兴阵线赢得了布宜诺斯艾利斯省43.9%的选票，取得了16个国家众议院议席；远超得票11.7％的胜利阵线。
在胜利阵线执政期间，复兴阵线也举行抗议示威，反对可能使时任总统克里斯蒂娜·费尔南德斯·德基什内尔能够连任第三届的国家宪法修改。
2015年，复兴阵线支持塞尔吉奥·马萨作为“联合新选择”联盟的候选人参加2015年总统大选。马萨在总统初选中击败了“联合新选择”提名的另一位候选人何塞·曼努埃尔·德拉索塔，成功进入正式选举。马萨在之后的第一轮选举中得票21.39％，位列第三，未能进入第二轮。
为参加2017年立法选举，马萨的复兴阵线与玛格丽塔·斯托尔比泽的国家一代党组成“一个国家”联盟。该联盟旨为让马萨和斯托尔比泽当选国家参议员；但在选举结果公布后，该联盟未能赢得参议院席位。
2018年10月，关于复兴阵线应该采取的政治方向存在分歧，费利佩·索拉、法昆多·莫亚诺、丹尼尔·阿罗约、费尔南多·阿森西奥、霍尔赫·托博阿达决定离开该阵线，组成国会的另一个派别，并最终与塞尔吉奥·马萨决裂。
2019年，复兴阵线与基什内尔派和解，加入了“大众阵线”。大众阵线提名的总统候选人阿尔韦托·费尔南德斯，和副总统候选人克里斯蒂娜·费尔南德斯·德基什内尔胜选。得到大众阵线支持的复兴阵线领袖塞尔吉奥·马萨，也当选为布宜诺斯艾利斯省国家众议员，并出任众议院议长。而同样隶属于复兴阵线的马里奥·梅奥尼则成为了交通部长。
2023年，复兴阵线的塞尔吉奥·马萨再次竞选阿根廷总统，并得到了祖国联盟（前称为大众阵线）提名。

## 政策
2013年，在向1.5万人发表的演讲中，马萨介绍了复兴阵线的政策，其中演讲的重点包括但不限于以下内容：降低通货膨胀、改善教育质量、修改所得税制度、减少非正规就业、建立大企业与中小企业之间的社会协议、提高布宜诺斯艾利斯省各地的竞争力、减少犯罪、司法权力分权、打击贩毒、促进农业与工业之间的合作、改革税收体系、增加市级警力以预防犯罪。
其他政策还有：改善中产阶级待遇、改善退休者待遇、改善劳工待遇、扶持中小企业、改善环境、推动性别平等、支持年轻一代。

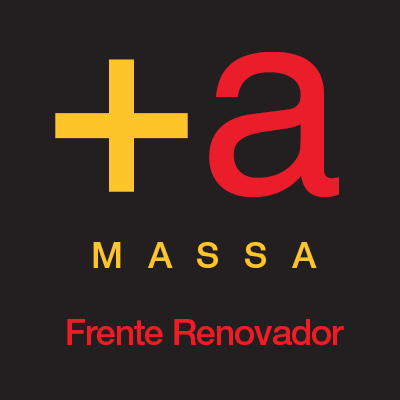
2013年至2015年第一个使用的标志
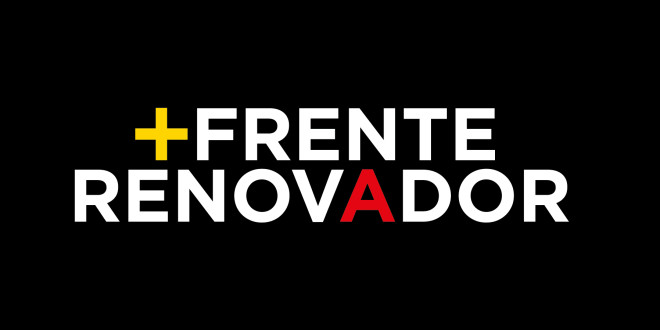
2015年至2018年使用的标志

## 选举

### 总统选举
| 选举 | 候选人              | 政党联盟 | 政党联盟   | 第一轮得票 | 第一轮得票     | 第二轮得票 | 第二轮得票 | 结果 |
| 选举 | 候选人              | 政党联盟 | 政党联盟   | 全部       | % 排名         | 全部       | % 排名     | 结果 |
| ---- | ------------------- | -------- | ---------- | ---------- | -------------- | ---------- | ---------- | ---- |
| 2015 | 塞尔吉奥·马萨       |          | 联合新选择 | 5,386,977  | 21.39 (第三名) |            |            | 落选 |
| 2019 | 阿尔韦托·费尔南德斯 |          | 大众阵线   | 12,473,709 | 48.10 (第一名) | 不適用     | 不適用     | 当选 |
| 2023 | 塞尔吉奥·马萨       |          | 祖国联盟   | 9,853,492  | 36.78(第一名)  |            |            |      |

### 国会选举
| 选举 | 国家众议院 | 国家众议院 | 国家参议院 | 国家参议院 | 地位     |
| 选举 | 席位       | +/–        | 席位       | +/–        | 地位     |
| ---- | ---------- | ---------- | ---------- | ---------- | -------- |
| 2013 | 19 / 257   | ━          | 0 / 72     | ━          | 在野     |
| 2015 | 24 / 257   | ▲ 5        | 0 / 72     | ━          | 在野     |
| 2017 | 15 / 257   | ▼ 9        | 0 / 72     | ━          | 在野     |
| 2019 | 11 / 257   | ▼ 4        | 0 / 72     | ━          | 执政联盟 |
| 2021 | 10 / 257   | ▼ 1        | 0 / 72     | ━          | 执政联盟 |
| 2023 |            |            |            |            | 执政联盟 |